# Йоахим фон Фюрстенберг-Хайлигенберг
Граф Йоахим Фюрстенберг-Хайлигенбергский (нем. Joachim von Fürstenberg-Heiligenberg; 1538—1598, Хайлигенберг) — владетельный граф из швабского рода Фюрстенбергов.

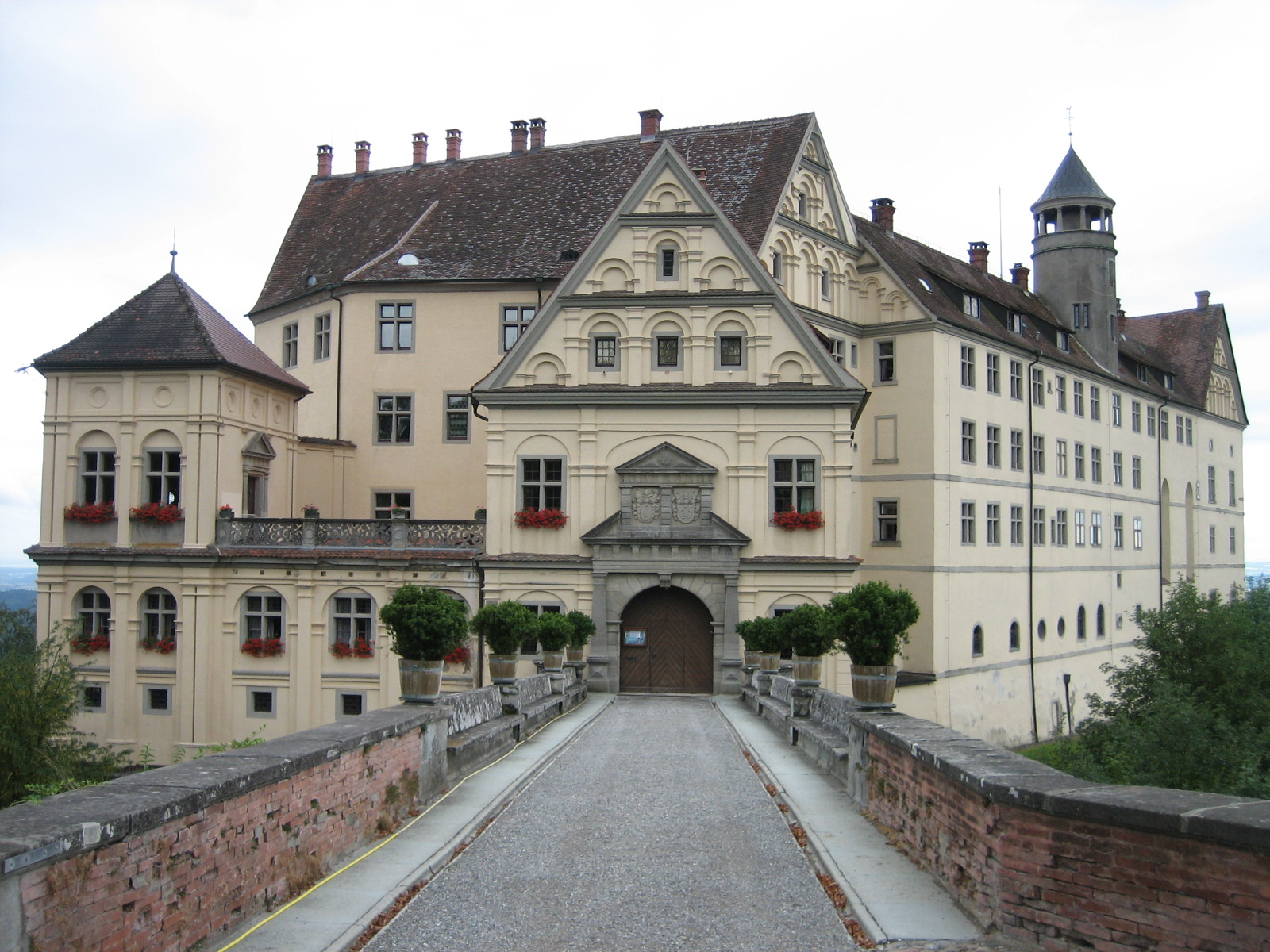
Замок Хайлигенберг

Был младшим сыном графа Фридриха фон Фюрстенберг-Хайлигенберга (род. 1496) и графини Анны фон Верденберг. Наследство поделил со своими братьями Кристофом и Генрихом. От матери (1534) ему достались аллод на Хайлигенберг, Трохтельфинген и Юнгнау. 
В 1562 году женился на богатой графине Анне фон Циммерн (1545, Месскирх — 1601), она была старшей из 10 дочерей графа Кристофа фон Циммерна и сестрой графа Вильгельма фон Циммерна. У них было 15 детей, пятеро из которых пережили родителей. 
При дворе Максимилиана II и Рудольфа II появлялся он редко, но получал от императора задания в Швабии. Хайлигенберг был его любимым местом пребывания. В рыцарском зале находится его портрет.
Осмотрительно и успешно вёл хозяйство, что позволило ему расширить и отстроить замок Хайлигенберг. На его гербу, висящем при входе в замок, стоит 1569 год. До свадьбы его старшего сына Фридриха 9 сентября 1584 года, провела невеста Элизабет фон Зульц, дочь графа Алвига фон Зульца, три года в его замке. Для свадьбы были подготовлены рыцарский зал и часовня при замке. Фридрих выбрал ещё при жизни отца Трохтельфинген как резиденцию. Второй раз женился на Марии фон Арко, вдове Вольфа Румпфа, что принесло ему господство над Вайтра.